# توماس كلارك ستريت
توماس كلارك ستريت هو سياسي كندي، ولد في 1814، وتوفي في 6 سبتمبر 1872. انتخب عضو مجلس العموم الكندي.